# ایرانیان لبنان
ایرانیان در لبنان افرادی با پیشینه یا تبار ایرانی هستند که در لبنان زندگی میکنند.برخی از آنها شهروندان لبنانی هستند و برخی مهاجر یا فرزندانی هستند که در لبنان متولد شده اند و دارای میراث ایرانی هستند.بسیاری از ایرانیان ساکن لبنان در نبطیه زندگی میکنند.
ایرانیان ساکن لبنان معمولا به کار هایی مثل تجارت فرش مشغول هستند.